# María Quintanal
María Quintanal, född 17 december 1969 i Bilbao, är en spansk sportskytt.
Hon blev olympisk silvermedaljör i trap vid sommarspelen 2004 i Aten.